# Колар (съзвездие)
Колар (на латински: Auriga) е съзвездие в северното небесно полукълбо. То е най-видимо през зимните вечери. Поради северната си деклинация, то е изцяло видимо до 34° южна географска ширина, като за зрителите, намиращи се по̀ на юг, то се намира частично или напълно под хоризонта. Идентифицирано е през 2 век от Клавдий Птолемей.
Най-ярката звезда в съзвездието е Капела, която представлява звездна система от няколко звезди и е сред най-ярките в нощното небе. Поради местоположението си близо до зимния Млечен път, Колар има множество ярки разсеяни звездни купове по границите си, включително M36, M37 и M38, които са популярни мишени за астрономите аматьори. Съзвездието съдържа и мъглявината IC 405.